# Giovanni Antonio Volpini
Giovanni Antonio Volpini (De Vulpinis) (Castel Goffredo, XVI secolo – XVI secolo) è stato un tipografo e editore italiano.

## Biografia
Fu un tipografo originario di Castel Goffredo e fu attivo a Venezia fra il 1539 ed il 1541, operando sia da solo che assieme al fratello Domenico. Le edizioni a stampa riportano il suo nome Ioannes Antonius de Vulpinis (de Castrogiufredo).
Fu il padre del poeta Andrea Volpini, che cantò le imprese di Carlo V contro i protestanti e che esercitò la professione di libraio a Firenze nel 1559.

## Produzione tipografica

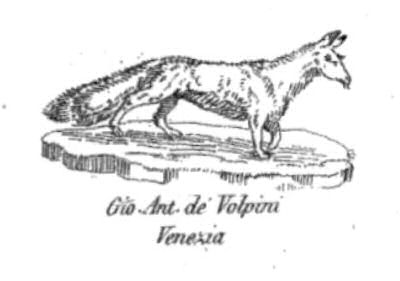
Marca tipografica Volpini Venezia.

- Giovanni Crisostomo Javelli, Philosophia ciuilis christiana disposita per reuerendum magistrum Chrysostomum Iauellum Canapicium Ordinis predicatorum: ex obseruantia Lombardie, philosophie et sacre doctrinae professorem, Venezia, 1540, su edit16.iccu.sbn.it.
- Alessandro Piccolomini, La sfera del mondo, Venezia, 1540, su internetculturale.it. URL consultato il 12 febbraio 2014 (archiviato dall'url originale il 22 febbraio 2014).
- Prosdocimo Beldomandi, Algorismus de integris ... simul cum algorismo de deminutijs seu fractionibus Ioannis de Liverij ... Reintegratus ab erroribus ... a me Federico Delphino, Venezia, 1540, su internetculturale.it. URL consultato il 12 febbraio 2014 (archiviato dall'url originale il 22 febbraio 2014).
- Pietro da Lucca, Opusculo de trenta documenti composto dal reuerendo padre don Pietro da Luca: da essere osseruati da le persone che desiderano esser veri christiani, Venezia, 1540, su opacbiblioroma.caspur.it (archiviato dall'url originale il 24 febbraio 2014).